# Церковь Святителя Николая (Подъячево)
Церковь святителя Николая — православный храм Рогачёвского благочиния Московской епархии. Храм расположен в усадьбе Никольское-Обольяново села Подъячево, Дмитровского района Московской области.

## История

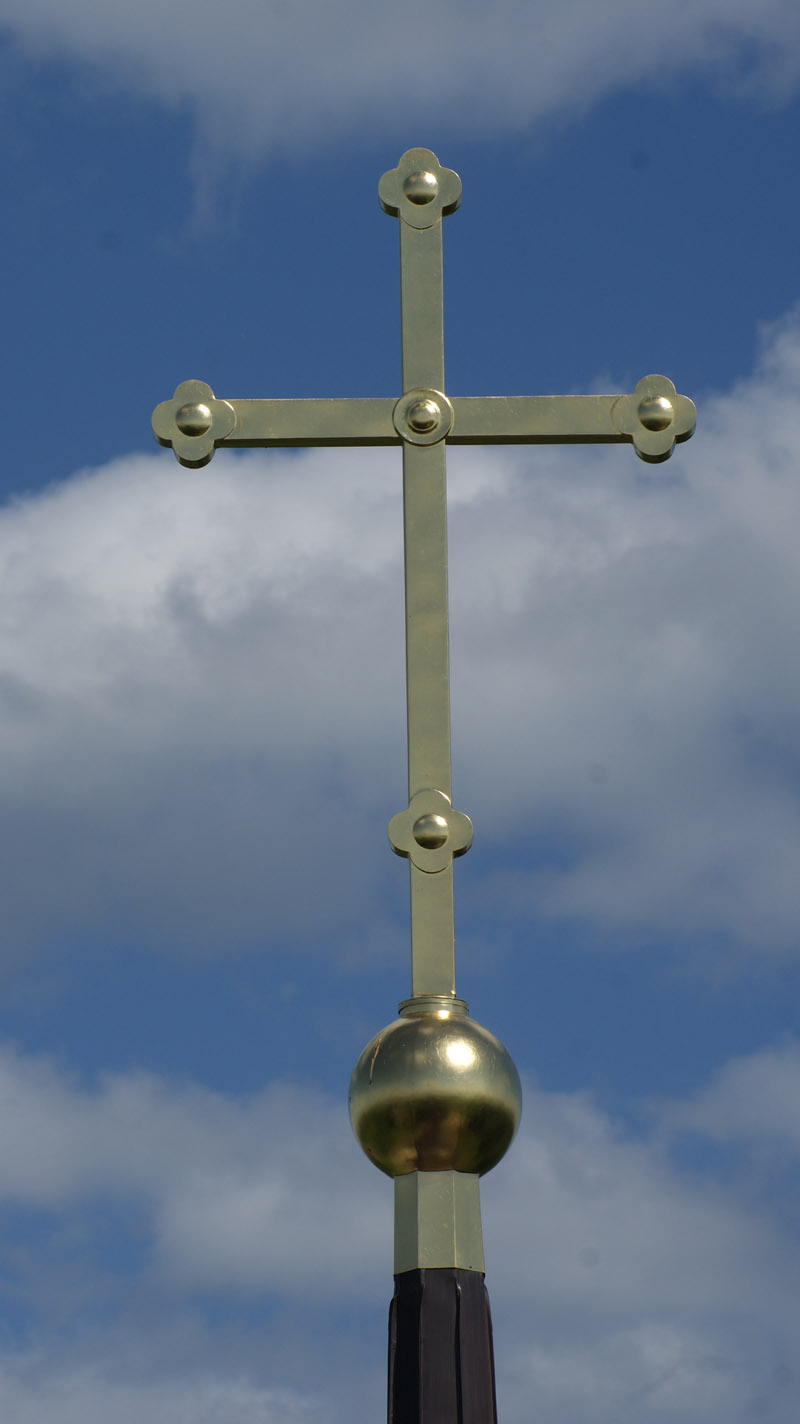
Церковный крест, вид с колокольни

В 1711 г. при капитане Алексее Васильевиче Ладыгине в селе Подъячево строится деревянная церковь во имя Николая Чудотворца. В 1783 г. на средства владельца Петра Михайловича Власова была заложена каменная Никольская церковь с приделом в честь Двенадцати апостолов. Придел достроили и освятили в 1789 г., а главный престол был освящён в 1791 г. В иконостасе того времени имелась достопримечательность: подписная икона святого Иоанна Милостивого и святой праведной Анны, подаренная императрицей Елизаветой Петровной жене П.М.Власова баронессе А.И.Шафировой. Икона стояла на почётном месте в местном ряду, вторая от царских врат.
В 1881 г. тёплый придел под трапезной разобрали, оставив от него только ампирную часть, и пристроили к ней две винтовые чугунные лестницы.
После революции 1917  г. храм был разграблен, осквернён и закрыт. В здании храма разместилось общежитие, затем склад и мастерская по изготовлению сетки и гвоздей. Отходами производства засыпали надгробия церковного кладбища.

## Архитектура
Объёмное решение церкви — «восьмерик на четверике», фасады имеют классицистическую обработку. Колокольню фланкировали утраченные к настоящему времени башенки усадебной ограды, имевшие псевдоготический декор.

## Современное состояние
Храм возвращён Православной Церкви в апреле 2000 года. Здание храма было сильно разрушено, после реставрации в настоящее время полностью восстановлено.

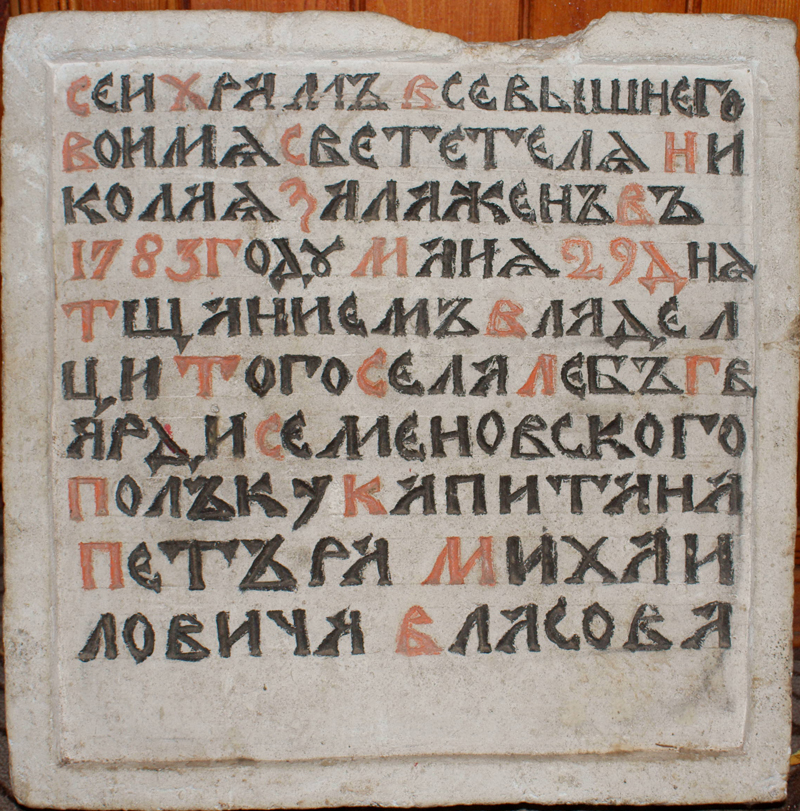
Закладной камень

## Интересные факты
На фоне этого храма снимались эпизоды фильма Э. Рязанова «Гусарская баллада».